# فرنسيس هولدر
فرنسيس هولدر (بالفرنسية: Francis Holder)‏ هو شخصية أعمال فرنسي، ولد في 28 يوليو 1940.